# استیو هاگی
استیو هاگی (فرانسوی: Steve Haguy‎؛ زادهٔ ۲۴ آوریل ۱۹۸۱) بازیکن فوتبال اهل فرانسه است.

## باشگاهی
از باشگاه‌هایی که در آن بازی کرده‌است می‌توان به باشگاه فوتبال لوریان و باشگاه فوتبال نیم المپیک اشاره کرد.

## تیم ملی
وی همچنین در تیم ملی فوتبال گوادلوپ بازی کرده‌است.